# Afrogarypus minutus
Espèce
Synonymes
- Garypus minutus Tullgren, 1907
- Geogarypus minutus (Tullgren, 1907)

Afrogarypus minutus est une espèce de pseudoscorpions de la famille des Geogarypidae.

## Distribution
Cette espèce est endémique d'Afrique du Sud. Elle se rencontre au Cap-Oriental, au Cap-Occidental et au KwaZulu-Natal.

## Description
Le mâle décrit par Neethling et Haddad en 2017 mesure 1,45 mm et la femelle 1,60 mm.

## Systématique et taxinomie
Cette espèce a été décrite sous le protonyme Garypus minutus par Tullgren en 1907. Elle est placée dans le genre Geogarypus par Chamberlin en 1930 puis dans le genre Afrogarypus par Neethling et Haddad en 2017.

## Publication originale
- Tullgren, 1907 : Zur Kenntnis aussereuropäischer Chelonethiden des Naturhistorischen Museums in Hamburg. Mitteilungen aus dem Naturhistorischen Museum in Hamburg, vol. 24, p. 21-75 (texte intégral).